# Merodon dzhalitae
Merodon dzhalitae är en tvåvingeart som beskrevs av Paramonov 1926. Merodon dzhalitae ingår i släktet narcissblomflugor, och familjen blomflugor. Inga underarter finns listade i Catalogue of Life.